# Air Manis
Air Manis is een bestuurslaag in het regentschap Padang van de provincie West-Sumatra, Indonesië. Air Manis telt 1545 inwoners (volkstelling 2010).